# Histórias do Olhar
Histórias do Olhar é um filme brasileiro de 2002, do gênero drama, com direção e roteiro de Isa Albuquerque. Ambientado na cidade do Rio de Janeiro, o filme traz uma sequência de episódios que refletem aos poucos os sentimentos de quatro mulheres em quatro atos: a inveja, o rancor, o medo e o amor. Walmor Chagas, Juan Alba, Eliane Giardini e Jonas Bloch interpretam os personagens principais.

## Sinopse
Tendo como pano de fundo a cidade do Rio de Janeiro, que se sucedem a partir de encontros em uma livraria. Os sentimentos de quatro mulheres, em fases diferentes da vida, em quatro episódios (Inveja, Rancor, Medo e Amor).

## Elenco
- Juan Alba
- Camilo Bevilacqua
- Jonas Bloch .... Pedro
- Alice Borges .... Catarina
- Liliana Castro .... Amanda
- Walmor Chagas .... Frederico
- Arduíno Colassanti	.... Pai
- Maria Lúcia Dahl .... Aparecida
- Priscila Fiuza .... Catarina (criança)
- Eliane Giardini .... Marta
- Cissa Guimarães .... Mãe
- Dartagnan Júnior .... Frederico (jovem)
- Fernanda Maiorano .... Beatriz
- Thiago Martins
- Joana Medeiros
- Victor Mihailoff
- Breno Moroni
- Beto Naci
- Fábio Santana
- Victor Wagner .... Pai
- Priscila Hirle - Patricket morena

## Recepção
O filme foi ganhador do Prêmio del Público do XVI Festival de Cienema de Trieste, na Itália.